# Jean-Michel Berthet
Pour les articles homonymes, voir Berthet.
Jean-Michel Berthet, né le 27 février 1960 à Lyon, est un judoka français. Il est champion de France mi-moyens en 1987 et 1989, champion de France toutes catégories en 1984 et vice-champion d'Europe en 1987 dans la catégorie mi-moyens.

## Palmarès international
| Année | Compétition                       | Lieu       | Résultat | Catégorie      |
| ----- | --------------------------------- | ---------- | -------- | -------------- |
| 1983  | Jeux méditerranéens               | Casablanca | 1er      | Moins de 78 kg |
| 1983  | Championnats du monde             | Moscou     | 5e       | Moins de 78 kg |
| 1987  | Championnats d'Europe             | Paris      | 2e       | Moins de 78 kg |
| 1987  | Championnats d'Europe par équipes | Paris      | 2e       | Moins de 78 kg |
| 1987  | Jeux méditerranéens               | Lattaquié  | 1er      | Moins de 78 kg |
| 1988  | Championnats d'Europe par équipes | Visé       | 1er      | Moins de 78 kg |
| 1989  | Championnats d'Europe             | Helsinki   | 5e       | Moins de 78 kg |
| 1989  | Championnats d'Europe par équipes | Vienne     | 2e       | Moins de 78 kg |
| 1989  | Championnats du monde             | Belgrade   | 7e       | Moins de 78 kg |
| 1989  | Tournoi de Paris                  | Paris      | 1er      | Moins de 78 kg |
| 1989  | Tournoi de Potsdam                | Potsdam    | 2e       | Moins de 78 kg |

## Vie privée
Jean-Michel s’est marié à Isabelle Bourdon (Multiple championne de France d’aviron) en 1989 et habite avec sa famille à Menthon Saint-Bernard en haute Savoie. 
Leur fils Charly est né en 1994 et leur fille Lucie en 1998.